# 香藜
香藜（学名：Chenopodium botrys）是苋科藜属的植物。分布在中国大陆的新疆等地，生长于海拔400米至1,900米的地区，一般生于山谷、人家附近、河岸阶地及路旁，目前尚未由人工引种栽培。